# Honda CZ 100

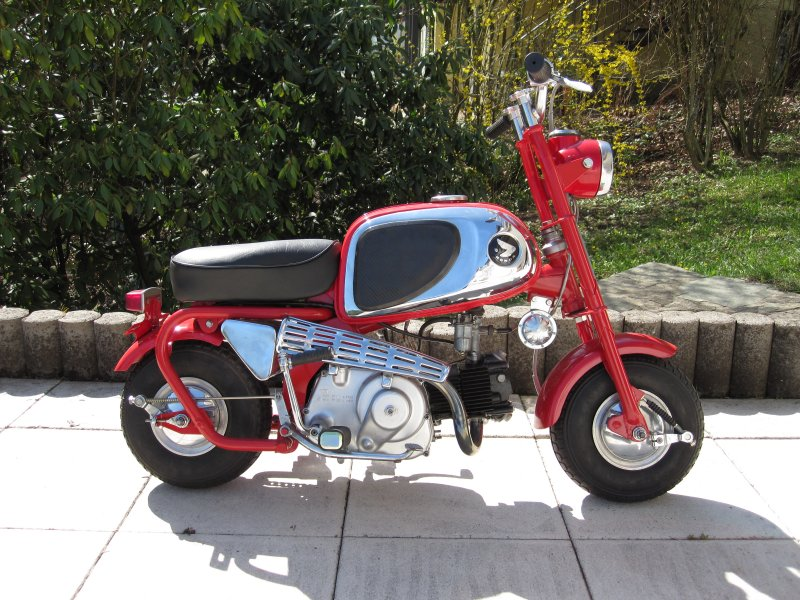
Honda CZ 100 Mokick

Bei der CZ 100 (Monkey Bike) handelt es sich um ein Mini-Mokick, das als Nachfolger des Urahns Honda Z 100 Marktreife erlangte und überwiegend nach Europa verkauft wurde.
Das erste CZ 100-Modell erschien 1963 als sog. Mark 1. 1964 folgte der Nachfolger Mark 2, der sich aber nur in kleinen Details vom Vorgänger unterscheidet. Die Honda CZ 100 "Mark 1" hatte einen weißen Tank, die Lampe enthielt keinen Tachometer. Der Scheinwerfer der Mark 1 ist deshalb im Durchmesser etwas größer. Das Vorderrad enthält des Weiteren keine Aufnahme für einen Tachoantrieb. Die Zündspule der Mark 1 ist im Motor liegend. Die Mark 1 ist wesentlich seltener. Genaue Stückzahlen sind unbekannt. Die Kotflügel der Mark 1 sind an den Kanten mit einem Wulst verstärkt. Die Dreiecksbleche des Auspuffes sind abnehmbar und erlauben eine Reinigung des Auspuffes. Dieser Auspuff war jedoch selten komplett dicht, das änderte man dann bei der Mark 2 Baureihe. Die CZ 100 ist mit einem 50 cm³ 4-Takt Motor mit einer stattlichen Leistung von rund 4 PS ausgestattet und völlig starr, d. h. ohne jegliche Federung. Die Reifen maßen nur 5 Zoll. Wie die Honda Z100 auch, erscheint dieses Mokick als Kinder-Motorrad, wurde jedoch überwiegend von Erwachsenen gefahren. Die Vermarktung erfolgte mit Argumenten wie Freizeit-Fahrzeug zum Mitnehmen im Kofferraum, für z. B. Camper, Yacht-Besitzer und Piloten.
Die Modelle, die nach Frankreich verkauft wurden unterschieden sich in weiteren Details. Die Lampe hatte vorne eine gelbe Birne, die Sitzbank war erhöht und ein Gepäckträger wurde angebracht.
Der Tank und der Motor der CZ 100 wurde von anderen Honda-Modellen entliehen (Honda C 110, Honda Super Cub). Damit war die CZ 100 das erste Mokick der mittlerweile legendären Monkey-Modellreihe, das auch wirklich vermarktet wurde. Nach Deutschland wurden in 1963 nur eine Handvoll CZ 100 Mark 1 Modelle verkauft – wenn überhaupt. Zwei Exemplare sind mit Betriebserlaubnis bisher bestätigt. Die CZ 100 Mark 2 wurde Mitte der 1960er Jahre von dem Jugendmagazin Bravo in etwas größeren Stückzahlen verlost. Insgesamt kann man wohl von ca. 200 CZ 100-Modellen ausgehen, die in Deutschland unters Volk gebracht wurden. Gängige Spitznamen für die CZ 100 waren neben Honda Monkey auch die Namen Pfiffikus und Honda Zwerg. Das Alter und die geringen Stückzahlen machen die CZ 100 zu einem gefragten Sammlerobjekt.